# Le Destin de Lisa
 (mars 2021).
Si vous disposez d'ouvrages ou d'articles de référence ou si vous connaissez des sites web de qualité traitant du thème abordé ici, merci de compléter l'article en donnant les références utiles à sa vérifiabilité et en les liant à la section « Notes et références ».
 (mars 2021).
- Si vous ne connaissez pas le sujet, laissez ce bandeau (vous pouvez alors contacter les auteurs).
- Si vous supprimez le contenu mis en cause (vous pouvez préalablement contacter les auteurs),

argumentez précisément cette suppression dans la page de discussion
(un manque de référence n'est pas un argument ; une recherche réelle de référence doit avoir été effectuée, être formellement documentée).
Le Destin de Bruno
Le Destin de Lisa (Verliebt in Berlin) est un feuilleton télévisé allemand composé de 365 épisodes de 25 minutes et d'un téléfilm (Le Mariage) de 90 minutes pour la première saison et de 280 épisodes de 22 minutes pour la seconde saison (Le Destin de Bruno), créé d'après la telenovela colombienne Yo soy Betty, la fea et diffusé entre le 28 février 2005 et le 12 octobre 2007 sur le réseau Sat.1 en Allemagne et Sat.1 Schweiz en Suisse alémanique.
En Suisse romande, le feuilleton est diffusé à partir du 21 septembre 2005 sur la TSR et en Belgique à partir de septembre 2006 sur RTL-TVI. En France, il a été diffusé en fin d'après-midi sur TF1 du 8 janvier 2007 au 18 décembre 2007 à raison de deux, puis un épisode par jour du lundi au vendredi. TF1 rediffuse à nouveau la série de janvier à juin 2010 et exceptionnellement le lundi 24 octobre 2011 à 11h avec deux épisodes. Au Québec, le feuilleton a été diffusé à partir du 8 janvier 2007 sur Séries+ dans un format d'une heure, ne comportant ainsi que 182 épisodes.
La seconde saison du feuilleton a été diffusée à partir de 2008 dans les pays francophones sous le titre Le Destin de Bruno.

## Synopsis

### Saison 1 (Le Destin de Lisa)
Elisabeth « Lisa » Plenske est une jeune fille de 24 ans. Pleine d'entrain et de bonne volonté, elle vit modestement avec ses parents à Göberitz, village fictif de la banlieue de Berlin-Est. Lisa vient de finir ses études avec succès et se met à la recherche d'un emploi d'assistante de direction. Elle obtient un rendez-vous d'embauche au sein de la très réputée maison de couture, Kerima Moda. Mais à cause de son look démodé et de son physique désavantageux (grosses lunettes, cheveux en bataille, appareil dentaire, et lèvres gercées) Lisa n'obtient pas le poste et ne réussit qu'à déclencher les rires et les moqueries des recruteurs. Naïve, elle accepte toutefois un emploi au sein de la cafétéria de l'entreprise en attendant de trouver mieux. Désormais, Lisa rougit en servant tous les jours le café au jeune et beau David Seidel qui s'avère être le patron de la société. Son destin va pourtant basculer lorsque par hasard elle est de service pour une réception organisée par Kerima autour d'une piscine. Quand David manque de s'y noyer, n'écoutant que son courage, Lisa n'hésite pas à se jeter à l'eau. Pour la remercier de lui avoir sauvé la vie, David lui propose le poste très convoité d'assistante de direction, ce que la jeune fille accepte avec plaisir ; évidemment, puisqu'elle est tombée amoureuse de lui. Commence alors son combat pour survivre dans la jungle impitoyable et superficielle du monde de la mode. Lisa va devoir subir les remarques insultantes et les railleries de ses petits collègues de travail afin d'essayer de trouver sa place au sein du personnel, surtout ceux de Sabrina, l'hôtesse d'accueil. Elle va s'impliquer de plus en plus dans la vie de l'entreprise. À force d'intelligence et d'idées brillantes, David la considère comme un élément indispensable. Mais comment faire lorsque l'on a le coup de foudre pour son patron, qui de plus est fiancé à la superbe Mariella ? 

### Saison 2 (Le Destin de Bruno)
La deuxième saison est centrée sur Bruno Lehmann, demi-frère de Lisa, qui, après avoir pris la fuite de son village natal, Kahlene, débarque à Berlin pour rencontrer son père, Bernard Plenske.
Dans les pays francophones, le titre de la série est donc différent de celui de la première saison.

## Distribution

### Acteurs principaux
- Alexandra Neldel (VF : Adeline Moreau) : Elisabeth Maria « Lisa » Plenske
- Mathis Künzler (VF : Sébastien Desjours) : David Jeronimus Seidel
- Oliver Bokern (VF : Thomas Roditi) : Julien Decker (Jürgen Decker en VO)
- Karim Köster (VF : Jérôme Rebbot) : Richard Von Brahmberg
- Alexander Sternberg (VF : Éric Aubrahn) : Maximilian « Max » Petersen
- Bianca Hein (VF : Laurence Dourlens) : Mariella Von Brahmberg (2005–2006)
- Gabrielle Scharnitzky (VF : Françoise Vallon) : Sophie von Brahmberg
- Ulrike Mai (VF : Ivana Coppola) : Katia Plenske (Helga Plenske en VO)
- Volker Herold (VF : Paul Borne) : Bernard Plenske (Bernd Plenske en VO)
- Nina-Friederike Gnädig (VF : Marie Zidi) : Sabrina Hofmann (2005–2006)
- Manuel Cortez (VF : Guillaume Lebon) : Renaud Edward Kowalski (Robert « Rokko » Kowalski en VO) (2005–2006)
- Georgea Regout (créditée sous le nom Hubertus Regout) (VF : Eric Legrand) : Hugo Haas
- Laura Osswald (VF : Chloé Berthier) : Hannah Refrath
- Wilhelm Manske (VF : Igor De Savitch) : Frédéric Seidel (Friedrich Seidel en VO)
- Olivia Pascal (VF : Maïté Monceau) : Laura Seidel
- Lara-Isabelle Rentinck (VF : Karine Foviau) : Kim Seidel
- Susanne Szell (VF : Mélody Dubos) : Agnes Hetzer (2006)
- Stefanie Höner (VF : Josy Bernard) : Nina Pietsch (Inka Pietsch en VO) (2005–2006)
- Matthias Dietrich (VF : Paolo Domingo) : Thibault Pietsch (Timo Pietsch en VO)
- Bärbel Schleker (VF : Nathalie Bleynie) : Yvonne Kuballa
- Tim Sander (VF : Taric Mehani) : Bruno Lehmann (2006)

### Acteurs secondaires
- Susanne Berckhemer (VF : Laura Zichy) : Betty Paul Haas (Britta Haas en VO) (2005–2006)
- Clayton Nemrow (VF : Pierre Tessier) : Laurent van der Lohe (Lars van der Lohe en VO) (2005–2006)
- Alexandra Seefisch (de) (VF : Véronique Picciotto) : Doreen Vogel (2006)
- Anja Thiemann (de) (VF : Caroline Bourg) : Theresa Maria Funke (2006)
- Astrid Posner (de) (VF : Ariane Deviègue) : Monique Wastermann (2005)
- Axel Röhrle (VF : Tanguy Goasdoué) : Olivier Kern (2006)
- Björn Harras (de) (VF : Alexandre Nguyen) : Tobias Refrath (2007)
- Christian Alexander Rogler (de) (VF : Michel Dodane) : Abdul ben Suleiman
- Claudia Weiske (VF : Céline Rotard) : Gabrielle
- Cyrus Bruton (VF : Bruno Rozenker) : Luke
- Daniel Roesner (VF : Nicolas Beaucaire) : Louis Rotherburg (Luis Rothenburg en VO) (2006)
- David C. Bunners (de) (VF : Nicolas Marié) : Maurice Maria Ming (2007)
- Dieter Bach (VF : David Kruger) : John « Johnny » Fuchs (Johannes Fuchs en VO) (2006–2007)
- Gabriele Metzger (VF : Brigitte Virtudes) : Christelle Decker (2006–2007)
- Ina Rudolph (VF : Gaëlle Savary) : Inspecteur Catherine Dorn (2006)
- Isabel Arlt (de) (VF : Julie Williamson) : Simone
- Jean-Marc Birkholz (VF : Jérôme Pauwels) : Marc Trojan (2006)
- Julia Malik (VF : Hélène Bizot) : Nora Lindbergh (2006–2007)
- Kristina van Eyck (de) (VF : Frédérique Tirmont) : Tante Carlotta Amendola (2006)
- Lilli Anders (VF : Cécile Marmotat) : Ariane Sommerstädt
- Maike Jüttendonk : Judith Haake (2007)
- Matthias Gall (VF : Vincent Ropion) : Sven Lindbergh (2006)
- Matthias Rott (VF : Axel Kiener) : Boris Wudtke (2006)
- Nora Düding (de) (VF : Véronique Desmadryl) : Angelina Martens (2006–2007)
- Norbert Hülm : le pasteur
- Roberto Guerra (VF : Cyrille Monge) : Roberto Donatelli † (2007)
- Roman Rossa (VF : Patrick Béthune) : Viktor Karski (2005–2006)
- Sanna Englund (de) (VF : Gaëlle Savary) : Alexandra van Dreesen (2005)
- Shai Hoffmann (VF : Yoann Sover) : Alexander « Alex » Greifenhagen (2006)
- Sven Rothkirch (VF : Bruno Magne) : Georges
- Thorsten Feller (de) (VF : Alexis Victor) : Paolo Amendola (2006)
- Wolfgang Mondon (VF : Bernard Bollet) : Victor Bloom
- Yvonne Hornack (VF : Isabelle Ganz) : Peggy Refrath (2007)

- avec la participation de Dan Markx Orchestra (saison 1)

 Source et légende : version française (VF) sur RS Doublage

## Personnages

### Principaux
- Lisa (Elisabeth) Maria Plenske Seidel (Alexandra Neldel) est le personnage principal de la première saison. Si Lisa est une fille très intelligente et honnête, son look et son physique désavantageux (grosses lunettes, vêtements qui ne mettent pas forcément en valeur, appareil dentaire et lèvres gercées) ne lui rendent pas la vie facile tous les jours. Postulant comme assistante de direction chez Kerima Moda, une des plus grandes maisons de couture d'Allemagne, elle se voit refuser le poste convoité pour cause de "surqualification" pour un tel emploi, bien que la véritable raison fut que personne ne voulait la voir travailler dans le milieu de la mode. Déçue, elle accepte la proposition d'Agnès, l'employée de la cafétéria et accepte de travailler avec elle en cuisine. Rapidement, elle tombe sous le charme de son patron, David Seidel, à qui elle sauve la vie dès son premier jour en allant le secourir dans une piscine alors qu'il était en train de se noyer. Pour la remercier - et surtout pour éviter que sa fiancée ne s'intéresse de trop à sa vie professionnelle - David offre finalement le poste tant convoité à Lisa qui devient alors son assistante[3]. Dès lors, elle se dévoue à son travail pour se faire remarquer mais David n'a d'yeux que pour sa fiancée, la très belle Mariella. Cependant, David se rend très vite compte que son assistante lui est devenu indispensable. Il la charge de prendre la direction de B-Style[4], une société indépendante créée par David afin d'obtenir des prêts de la banque qui aide plus facilement les nouvelles entreprises, et ainsi renflouer les comptes de Kerima. Malheureusement, Richard Von Brahmberg, le demi-frère de David, parviendra grâce à d'habiles manœuvres à prendre le contrôle de Kerima grâce à la chute des actions en bourse, évinçant ainsi David de son poste de PDG. Avec l'aide de son meilleur ami Julien (petit libraire et courtier en bourse à ses heures perdues), Lisa sauve Kerima de la faillite grâce au rachat des actions Kerima en bourse en utilisant l'argent de B-Style qui s'est entre-temps développée. Elle en devient l'actionnaire majoritaire et met en place une direction partagée entre David et Richard, espérant ainsi pouvoir réconcilier les deux frères et assurer à Kerima un nouveau souffle. Après sa rupture avec Mariella, David prend progressivement conscience des sentiments qu'il éprouve pour son assistante. Entre temps apparaît Renaud qui est embauché pour s'occuper de la communication au sein de la société et remplacer Mariella, et celui-ci est charmé par Lisa, tandis que David repousse les sentiments qu'elle éprouve pour lui. Cette dernière cède alors aux avances de Renaud et accepte sa demande en mariage. Pourtant, un événement bouleversera son destin[5].
- David Seidel (Mathis Künzler) est au début de la série employé chez Kerima Moda, société fondée par son père Frédéric Seidel et Claude Von Brahmberg, décédé il y a 7 ans. Rapidement, Frédéric annonce son intention de se retirer des affaires et de prendre sa retraite, et David ainsi que Richard, le fils aîné de Claude, sont tous deux désignés pour devenir soit l'un soit l'autre le nouveau président-directeur général de la société. Plutôt bel homme, il attire immédiatement l'attention de Lisa. Il est fiancé à Mariella, la fille de Claude et sœur cadette de Richard, même s'il la délaisse et multiplie les liaisons avec diverses femmes. Lisa lui a sauvé la vie à plusieurs reprises et il voit en elle son ange gardien. Grâce à l'aide précieuse de Lisa et de son meilleur ami Julien, le conseil d'administration le nommera nouveau PDG de Kerima, ce qui rendra furieux Richard. Cependant, David ne parvient pas à assumer seul ses fonctions et conduit l'entreprise au bord du gouffre. Pour tenter de faire face, il demande à Lisa de créer secrètement une société indépendante, B-Style, pour obtenir un prêt de la banque et renflouer les comptes de Kerima. Cela ne sera pas suffisant car Richard a discrètement aggravé la situation en déclenchant une grève dans leurs usines des pays de l'Est, faisant ainsi chuter les actions en bourse pour pouvoir les racheter. Sa gloire ne durera qu'un temps car David, rancunier, attaquera Richard en dévoilant des informations de son passé à la presse à scandale. Lisa interviendra à nouveau pour éviter un énième drame familial et grâce à B-Style réinvestira en bourse et deviendra la nouvelle actionnaire majoritaire de Kerima, rendant ainsi à David son poste de codirecteur. Mariella, délaissée par son fiancé, aura d'abord une liaison avec son architecte pendant un temps, avant de dire la vérité à David et de rompre avec lui. Par la suite, il prend progressivement conscience qu'il est amoureux de Lisa mais il est déjà trop tard, car celle-ci va se marier avec Renaud. Il sera kidnappé par Richard devenu avide de haine à son égard et ne devra son salut qu'à Lisa qui le retrouvera et le sauvera au bout de quelques semaines. Choqué, il change radicalement de comportement et ne s'intéresse plus à l'entreprise, préférant vivre sa vie au jour le jour. Ses sentiments pour Lisa reprendront finalement le dessus et David lui sortira le grand jeu mais Lisa est heureuse avec Renaud. Néanmoins, les vieux sentiments de Lisa refont surface et elle cèdera à David et se mariera avec lui. À la fin de la série, il part faire un tour du monde avec elle à bord de son voilier.
- Renaud Kowalski (Manuel Cortez) (Rokko en Allemagne) est embauché chez Kerima pour remplacer Mariella après son départ pour New-York. Il tombe amoureux de Lisa et le lui annonce aux épisodes 262/263, préférant mettre les choses au clair avec elle. Gentil et romantique, il se démarque de David et parvient à séduire Lisa, ce que David ne supportera pas. Renaud demandera finalement Lisa en mariage mais le jour de la cérémonie, celle-ci sera incapable de lui répondre oui, son cœur continuant malgré tout de battre pour David[5]. (Dans l'épisode de fin alternatif à la version officielle, Lisa annoncera à David qu'ils peuvent rester amis, mais qu'elle aime Renaud de tout son cœur, et elle épousera celui-ci avant de partir au Canada avec lui pour leur voyage de noces).
- Mariella Von Brahmberg (Bianca Hein) est, au début de la première saison, la fiancée de David. Leur union bat de l'aile et elle subit à de nombreuses reprises l'infidélité de David, ce qui ne l'empêche pas de tenter de sauver leur couple. Malgré tous ses efforts, David ne semble pas le remarquer et délaisse peu à peu Mariella. Leur date de mariage est toujours repoussée. C'est alors qu'elle se laisse séduire par Laurent Van Der Lohe, un architecte. Elle continue de le voir secrètement mais un jour, ne supportant plus les mensonges, elle quitte David et part s'installer avec Laurent.

- Richard Von Brahmberg (Karim Köster) est un homme très dangereux à la fois cruel, stratège, avide de pouvoir, méprisant, jaloux et violent. Il est reconnaissable à sa barbe en bouc et ses cheveux plaqués en arrière. Il est le fils de Sophie et de Frédéric Seidel[6], le demi-frère de David et le demi-frère de Mariella. Il trouve Frédéric pathétique et le rejette. Lui et David sont ennemis et il convoite le poste de directeur chez Kerima, c'est pourquoi il essaie sans arrêt de nuire à David. Ses principaux ennemis sont David, Lisa et Julien. Il ira même jusqu'à enlever David mais il se fera plus tard arrêter par la police[7] grâce à Lisa. Plus tard, il voudra faire sauter l'église lors de la cérémonie de mariage entre Lisa et Renaud avec les invités[5].
- Sabrina Hofmann (Nina-Friederike Gnädig) est la meilleure amie de Mariella. Sabrina est superficielle, blessante et moqueuse. Elle méprise Lisa qui a obtenu le poste qu'elle briguait. Elle travaille pour Richard qui l'utilise pour espionner David et Lisa. Elle a une liaison avec Richard et devient sa fiancée mais elle ne s'entend pas bien avec Sophie, la mère de Richard. Elle tombera enceinte de Julien mais Richard, violent, lui fera perdre son bébé.
- Katia Plenske (Ulrike Mai) (Helga en Allemagne) est la femme de Bernard et la mère de Lisa. Elle est toujours aux petits soins pour sa famille. Lors du départ d'Agnès, elle reprend son poste à la cafétéria de Kerima Moda.
- Bernard Plenske (Volker Herold) (Bernd en Allemagne) est la mari de Katia et le père de Lisa. Il travaille dans une entreprise de voitures mais se retrouvera bientôt au chômage. Sa fille fera tout pour lui trouver un emploi chez Kerima Moda mais sans succès. Il trouvera du travail chez les Seidel grâce à l'entremise de David[8]. Il est très attentionné envers Lisa.
- Laura Seidel (Olivia Pascal) est la femme de Frédéric Seidel et la mère de David et de Kimberly "Kim". Laura était styliste. À la naissance de David, elle a continué d'exercer son métier puis elle s'est arrêtée à la naissance de Kim. Elle aimerait que son mari s'occupe moins de Kerima. Pourtant, elle a très envie de reprendre son activité. Elle aura une aventure avec son professeur de gym : John Fucks. Le divorce est pressenti entre elle et son mari.
- Fréderic Seidel (Wilhelm Manske) (Friedrich en Allemagne) est le mari de Laura Seidel et le père de David et de Kim. Il est le fondateur avec Claude Von Brahmberg (Claus en Allemagne) de Kerima Moda. Il en fut aussi le directeur avant de prendre sa retraite et de laisser son fils David prendre la tête de l'entreprise. Pourtant, il est impossible pour lui de s'empêcher de penser à l'entreprise et de s'inquiéter. Il reprend alors ses fonctions après le départ de Lisa, David et Richard.
- Julien Decker (Oliver Bokern) (Jürgen en Allemagne) est un ami d'enfance de Lisa. Après leurs retrouvailles au début de la série[9], Lisa se rendra souvent dans la boutique que tient Julien. Ils sont des meilleurs amis. Elle se confiera à lui très souvent sur le même sujet : David. Ils feront même semblant d'être fiancés pendant un moment afin qu'elle ne soit pas renvoyée à cause d'une mauvaise farce de Sabrina. Côté amour, Julien s'est laissé séduire par Sabrina qui en a profité à plusieurs reprises pour lui voler de l'argent, rendre jaloux Richard et devient enceinte de Julien, mais Richard, violent, lui fera perdre le bébé.
- Kimberly (Kim) Seidel (Lara-Isabelle Rentinck) est la fille de Laura et de Frédéric et la petite sœur de David. Elle a grandi dans un milieu bourgeois et ne connaît pas la difficulté du travail et les problèmes d'argent. Frédéric ne saura pas quoi faire avec elle. Kim intégrera Kerima en travaillant avec Agnès [10]puis en travaillant aux côtés de Hannah en tant que stagiaire pour Hugo Haas, styliste de Kerima Moda. Elle aura une aventure avec Thibaud mais leur histoire sera très compliquée.
- Hannah Refrath (Laura Osswald) est apprentie styliste chez Kerima Moda. Meilleure amie de Kim et de Thibaud, elle entraînera une dispute entre eux et partagera un moment câlin et complice avec ces deux derniers. Elle aura une aventure avec le photographe Marc Troyan.
- Thibaud Pietsch (Matthias Dietrich) (Timo en Allemagne) est le fils de Nina. Il travaille comme coursier chez Kerima. Il sera amoureux de Kim mais ne supportera pas son caractère d'enfant gâtée.
- Yvonne Kuballa (Bärbel Schleker) est une amie d'enfance de Lisa. Elles s'entendent à merveille et sont là l'une pour l'autre. Yvonne se marie avec Max Petersen dont elle est tombée amoureuse. Elle aura une petite fille : Barbara (VO : Barbel). Dans la 2e saison, elle tombera enceinte de jumeaux.
- Max Petersen (Alexander Sternberg) est le directeur des ressources humaines de Kerima Moda. C'est le meilleur ami de David. Max se mariera avec Yvonne [11]et aura des enfants.
- Sophie Von Brahmberg (Gabrielle Scharnitzky) est une personne qui prend soin de apparence en portant des tenues aisées contrairement à Laura. C'est la femme du défunt Claude Von Brahmberg, cofondateur de Kerima Moda. Elle a une relation très fusionnelle avec son fils Richard qui selon elle mérite le poste de directeur contrairement à David. Elle tentera par tous les moyens de concurrencer Laura auprès de Fréderic. C'est elle qui révèlera que Richard est le second fils de Frédéric. Elle reprendra aussi des fonctions dans l'entreprise de sa famille en causant beaucoup de problèmes.
- Nina Pietsch (Stefanie Höner) (Inka en Allemagne) est la mère de Thibaud. Elle l'a élevé seule après son divorce. Elle est d'abord l'assistante du DRH de Kerima Moda, Max Petersen, puis devient assistante de direction. C'est la meilleure amie d'Hugo.
- Hugo Haas (Hubertus Regout) est le styliste de Kerima Moda. Marié à Betty, celle-ci décède dans un accident de voiture. Hugo en fera une dépression et perdra toute son inspiration. Il tentera même de se suicider. Kim, David et Nina seront là pour l'aider à passer ce moment difficile.
- Agnès Hetzer (Susanne Szell) travaille à la cafétéria de Kerima depuis très longtemps. C'est elle qui encouragera Lisa à son arrivée et qui l'aidera dans les moments difficiles. Agnès fera la connaissance de Boris, un cuisinier plus jeune qu'elle. Ils tomberont amoureux et s'en iront vivre ensemble en province.

### Secondaires
- Betty Paul : Lorsqu'elle arrive chez Kerima, elle est la belle-mère de Thibaud. Nina accepte mal sa venue. Elles finiront par faire la paix. Betty deviendra plus tard l'épouse d'Hugo.
- Laurent Van Der Lohe : Il est engagé par David et Mariella comme architecte, alors qu'ils avaient pour projet de faire rénover une villa. Mariella va tomber amoureuse de lui et ils auront une liaison secrète pendant de nombreuses semaines.
- Magdalena : C'est un mannequin exigeant qui participera à l'un des défilés de Kerima Moda. Richard profitera des problèmes de trésorerie de l'entreprise pour essayer de la pousser à partir dans l'espoir de mettre David dans une situation inconfortable. Lisa lui proposera un marché afin qu'elle reste. Magdalena sera gentille avec Thibaud.
- Thomas : Il est le père de Thibaud, l'ex-mari de Nina et l'ex petit-ami de Betty. C'est un coureur de jupons.
- Viktor Karski : Homme d'affaires, il a approché Sophie puis Richard afin de s'emparer des actions de Kerima pour les revendre ensuite au plus offrant.
- Alex : Il approchera le groupe d'amis (Kim, Thibault & Hannah) mais il sera rapidement mit à l'écart car Thibault le soupçonne de vol. Kim trouva Thibault détestable dans un premier temps d'accuser ainsi. Sophie payera Alex pour se sentir proche de quelqu'un.

### Dirigeants de Kerima
- Frédéric Seidel (épisodes 1 à 18)
- David Seidel (épisodes 18 à 106)
- Richard Von Brahmberg (épisodes 106 à 151)
- Lisa Plenske, actionnaire majoritaire et directrice (épisodes 151 à 158)
- Lisa Plenske - actionnaire majoritaire, David Seidel et Richard Von Brahmberg - en codirection (à partir de l'épisode 158)

## Lieux de la série
- L'entreprise Kerima Moda : Elle est située dans les étages d'un immeuble berlinois. Face à l’ascenseur, à l'accueil, on trouve le bureau de Sabrina. Le bureau de Lisa est, lorsqu'elle est l'assistante de David, juste à côté du bureau de ce dernier. Par la suite, elle aura un bureau plus grand. La cafétéria d'Agnès est située non loin de l'atelier de Hugo. Le personnel s'y retrouve pendant les pauses.
- La maison des Plenske : Elle est tout ce qu'il y a de plus modeste. On aperçoit régulièrement le salon et la chambre de Lisa.
- La boutique de Julien : Elle est très fréquentée par les employés de Kerima. L'arrière de la boutique sert pour B-Style et pour acheter des parts secrètement de Kerima.
- La maison des Seidel : C'est une maison très grande et luxueuse contrairement à la maison des Plenske. On voit principalement le salon.

## Générique
Le générique de cette première saison est interprété par Alexandra Lucci, Le Destin de Lisa. 
Les images du génériques nous mettent clairement dans la peau de Lisa (on le voit lorsqu'elle met ses lunettes). Les personnes qu'elle croise sont froides, distantes, ou se moquent d'elle lui faisant bien comprendre qu'elle est le vilain petit canard dans un lieu prestigieux. Les lunettes tournent sur elles-mêmes après que David l'a interpellée parmi la foule montrant l'effet que David procure à son assistante. Lorsqu'elle remet ses lunettes, on note l'exagération de l'expression du visage de Richard (ses grands yeux ouverts) et de Sabrina (qui ouvre grand la bouche). Les antagonistes qui la méprisent le font pour la rabaisser davantage afin de la blesser. Des fleurs se mettent à fleurir montrant le souffle nouveau (le changement que Lisa apporte à la société Kérima mais aussi qu'elle va se transformer en une vraie femme). Le Conseil d'administration la fixe démontrant la lourde tâche qu'elle aura à s'intégrer dans son nouveau métier. On note le rejet quand la caméra s'éloigne. On voit l'héroïne verser des larmes et le couple David/Mariela apparaît. Lisa pleure car David est pris avec une autre femme (triangle amoureux). On la voit ensuite en dernière position derrière des mannequins qui défilent. Cela se finit plus positivement Lisa a deux verres symbolisant elle et son amoureux puis son sourire qui se dessine sur son visage. Le plateau exprime la générosité de Lisa pour accueillir son âme sœur.
Le générique de la deuxième saison, Le Destin de Bruno donc, est interprété par Carlospop, Cours.
Dans la version originale, c'est Liebe Ist de Nena qui est utilisé pour les deux saisons.

## Fiche technique
- Réalisateurs : 
  - Winfried Bonengel (épisodes 241–245, 451–454, 465–469)
  - Hans-Henning Borgelt (épisodes 1–10, 365–369)
  - Christof Brehmer (épisodes 141–145)
  - Petra Clever (épisodes 61–65, 81–85, 181–185, 206–210)
  - Cornelia Dohrn (épisodes 21–25, 46–50, 66–70, 116–120, 191–195, 291–295, 316–320, 341–345, 390–394, 415–419, 455–459, 475–479, 500–504, 525–529)
  - Joris Hermans (épisodes 1–10, 26–30, 51–55)
  - Edgar Kaufmann (épisodes 216–220)
  - Klaus Kemmler (épisodes 166–170, 261–265, 286–290, 311–315, 336–340, 361–364, 375–379, 400–404, 425–429, 460–464, 490–494, 520–524, 545–549)
  - Sabine Landgraeber (épisodes 86–90, 126–130, 151–155, 186–190, 211–215, 251–255, 276–280, 301–305, 326–330, 356–360, 385–389, 435–439, 480–484, 505–509, 530–534)
  - Andreas Morell (épisodes 31–35, 161–165)
  - Julia Peters (épisodes 405–409, 470–474, 550–554)
  - Laurenz Schlüter (épisodes 91–95, 111–115, 136–140, 176–180, 201–205, 226–230, 246–250, 296–300, 321–325, 346–350, 440–444, 495–499, 535–539)
  - Markus Schmidt-Märkl (épisodes 101–105, 236–240, 266–270, 351–355, 380–384, 430–434, 445–450, 560–564)
  - Svend Stein-Angel (épisodes 555–559)
  - Peter Zimmermann (épisodes 11–15, 36–40, 56–60, 76–80, 106–110, 131–135, 156–160, 231–235, 256–260, 410–414, 515–519)
  - Micaela Zschieschow (épisodes 16–20, 41–45, 71–75, 96–100, 121–125, 146–150, 171–175, 196–200, 221–225, 270–275, 281–285, 306–310, 331–335, 370–374, 395–399, 420–424, 485–489, 510–514,540–544)

## Tournage
Tous les intérieurs des bâtiments où se déroule l'histoire, la maison des Plenske, des Seidel, le Tiki Bar… (mis à part l'immeuble Kerima) ne sont que des décors dans un entrepôt.

## Récompenses
- Prix de la télévision allemande (de) 2005 : Meilleur feuilleton
- Rose d'or 2006 : Meilleur soap opera
- Rose d'or 2006 : Meilleure actrice de soap opera pour Alexandra Neldel

## Commentaires
- Lisa devient l'assistante de David à partir de l'épisode 3 (elle est nommée par David dans le bureau de ce dernier en présence de Frédéric, Sabrina et Mariella).
- La saison 1 (épisodes 1 à 365) est centrée sur Lisa Plenske et David Seidel.
- La première partie de la saison 2 (épisodes 366 à 448) est basée sur la relation entre Bruno Lehmann et Nora Lindberg et sur l'avenir de Kerima Moda. La seconde partie est basée sur les sentiments d'Hannah Refrath pour Bruno Lehmann (épisodes 449 à 645). Dans les pays francophones, lors de la diffusion de la seconde saison, la série change de titre pour devenir Le Destin de Bruno.
- Le 364e et dernier épisode du Destin de Lisa dure 90 minutes mais a été coupé en quatre pour sa diffusion sur TF1. Les téléspectateurs ont ainsi pu voter du 10 au 18 décembre 2007 pour la diffusion du final de leur choix, à savoir si l’héroïne épouse David ou Renaud[12]. Le public fut tenu en haleine par le choix de Lisa entre le beau David et le gentil Renaud. Deux fins furent possible, soit le mariage avec David, soit avec Renaud. En Suisse, en Belgique et au Québec, les deux versions furent diffusées. En France, le choix fut donc décidé par vote du public sur la chaine TF1, une semaine avant la fin. Ce fut David qui gagna haut la main avec 81 % contre 19 % pour Renaud.
- Un bus avec le logo et le nom de la série apparaît lors d'un changement de séquence[13].
- La série rappelle beaucoup la série américaine Dallas. On a deux familles qui se déchirent : les Seidel et les Von Brahmberg pour le Destin de Lisa ainsi que les Ewing et les Barnes pour Dallas. Les conflits des demis frères Richard et David font penser aux frères Bobby et JR. D'ailleurs Richard et JR sont experts en coup bas. Ils ont une ambition nuisible pour leur entourage respectif.

## Adaptations
Créé d'après la télénovela colombienne Yo soy Betty, la fea, le feuilleton est adapté dans une dizaine de langues et diffusé à travers 70 pays. La version américaine est la plus connue, sous le nom d’Ugly Betty (produite par Salma Hayek), et diffusée sur le réseau ABC du 28 septembre 2006 au 14 avril 2010. Elle a été récompensée par deux Golden Globes en 2008.
En Allemagne plus de 7 millions de téléspectateurs ont suivi l'ultime épisode du soap Verliebt in Berlin, récompensé en 2005 par le German Television Awards de la meilleure série journalière.